# Antichrist
Antichrist ("Antikrist") är en skräckfilm av Lars von Trier från 2009. Manus har Lars von Trier skrivit tillsammans med Anders Thomas Jensen.

## Handling
Filmen handlar om ett äkta par som har förlorat sin son. För att bearbeta sorgen isolerar de sig i ett ensligt beläget hus där maken, som är terapeut, bestämmer sig för att behandla sin hustru. Till en början verkar arbetet fungera bra, men efter hand tar händelserna en otäck riktning.

## Rollista
- Charlotte Gainsbourg som hon
- Willem Dafoe som han

## Tillkomst
Filmen är von Triers elfte långfilm för bio och den fick ekonomiskt stöd från flertalet länder, bland annat Danmark, Sverige och Tyskland. Inspelningen skedde framförallt i Trollhättan.
Antichrist skulle från början spelas in redan 2005, men en av producenterna, Peter Aalbæk Jensen, råkade av misstag avslöja filmens slut. von Trier rasade över detta och beslutade senarelägga inspelningen för att ha tid att skriva om slutet.
2007 förklarade Trier att han led av en depression, och att han såg det som en möjlighet att han aldrig skulle kunna göra en film igen. "Jag antar" förklarade han "att Antichrist kommer att bli min nästa film, men just nu vet jag inte." förklarade han för den danska tidningen Politiken. Under ett tidigt försök att rollbesätta filmen hade brittiska skådespelare kommit till Triers filmstudio, Zentropa i Köpenhamn, men skickats hem igen. Trier i sin tur hade gråtit för att han på grund av sin mentala hälsa inte klarade av att träffa skådespelarna.
Enligt Trier själv var titeln det han kom på först, innan han började skriva manuset. Den post-depressionistiska versionen av manuset skrevs som en träning för att se om han var redo att börja arbeta igen. Trier har även refererat till August Strindberg och hans Inferno-kris under 1890-talet, som han har jämfört med sin egen depression."
Willem Dafoe, som tidigare arbetat med Trier i filmen Manderlay från 2005, fick rollen efter att själv ha kontaktat Trier och frågat vad han arbetade med för tillfället. Han fick manuset till Antichrist, även efter att Triers fru hade ställt sig mycket skeptisk till att be en så stor skådespelare som Dafoe att spela en sådan extrem roll. Dafoe tackade dock ja till rollen och förklarade senare sin syn på saken: "I think the dark stuff, the unspoken stuff is more potent for an actor. It's the stuff we don't talk about, so if you have the opportunity to apply yourself to that stuff in a playful, creative way, yes I'm attracted to it." För att de båda skådespelarna skulle komma i rätt stämning innan filminspelningen fick Dafoe och Gainsbourg se Andrej Tarkovskijs Spegeln från 1975. (Antichrist är tillägnad Tarkovskij.) Dafoe fick även se Triers film Idioterna från 1998, och Gainsbourg fick se Liliana Cavanis Nattportieren från 1974, för att kunna studera karaktärerna. Dafoe fick även sätta sig in i psykoanalys och kognitiv beteendeterapi både genom terapeuter och böcker.
Efter hård specialträning i Tjeckien anslöt sig även de djur som spelade birollerna i filmen, en hjort vid namn Fiona, en räv, Bonifac och två kråkor, Blue och No-Name. Scenerna från "Eden" spelades in nära Köln i Tyskland.

## Utmärkelser
Filmen blev under Cannes Film Festival nominerad till Guldpalmen. Charlotte Gainsbourg fick under samma festival priset för bästa kvinnliga huvudroll.
Filmen mottog Nordiska rådets filmpris 2009 för bästa nordiska film.